# Condado de Craighead
O Condado de Craighead é um dos 75 condados do estado americano do Arkansas. Possui duas sedes de condado, Jonesboro (distrito ocidental) e Lake City (distrito oriental). Sua população é de 92 640 habitantes.